# 4月7日
4月7日是公历一年中的第97天（闰年第98天），离全年的结束还有268天。

## 大事记

### 19世紀以前
- 529年：東羅馬帝國皇帝查士丁尼一世頒佈羅馬法《民法大全》的第一部分《法典》。
- 1348年：波希米亞國王查理四世宣布設立波希米亞王冠領地，並在布拉格建立查理大學。
- 1358年：元朝末年红巾军刘福通部将领毛贵攻下济南。
- 1382年：蓝玉、沐英率领明朝军队攻克大理城，元朝大理总管段世投降明军，元朝在云南的统治结束，明朝平定云南。
- 1655年：經過長達80天的閉會，樞機團選出法比歐·齊吉為教宗亞歷山大七世。
- 1767年：贡榜王朝军队攻入缅甸城镇阿瑜陀耶，缅甸暹罗战争正式结束，统治长达400多年的大城王国宣告瓦解。
- 1795年：法蘭西共和國國民公會通過定義計量單位的法案，逐步在各個省份實施公制。

### 19世紀
- 1805年：德国作曲家路德维希·范·贝多芬的《第3号交响曲》在维也纳河畔剧院首次公演。
- 1837年：丹麥作家安徒生的童話作品《美人魚》出版。
- 1862年：南北戰爭：聯邦軍在田納西州哈丁縣的夏羅之役中擊敗邦聯軍，為當時美國歷史上最血腥的戰役。

### 20世紀
- 1902年：得克萨斯石油公司成立。
- 1906年：维苏威火山爆发。
- 1921年：中国南方建立正式政府推孙中山为非常大总统。
- 1924年：墨索里尼通过全民公决在意大利确立法西斯独裁。
- 1938年：台儿庄战役结束。
- 1939年：中国军队反攻南昌。
- 1945年：第二次世界大战：天一號作戰的坊之岬海戰中，世界最大的战列舰大和號戰艦在向冲绳支援时被美軍的艦載機擊沉。
- 1948年：联合国建立公共卫生专门机构世界卫生组织，布罗克·奇泽姆为首任干事长。
- 1956年：中苏签署土尔克斯坦铁路援建协定[1]。
- 1964年：IBM推出System/360
- 1967年：第三次中东战争中，以色列战斗机击落叙利亚6架米格21。
- 1969年：美國研究生史蒂芬·克羅克創建首份紀錄ARPANET開發的RFC，促成後續網際網路的發展。
- 1976年：中国文化大革命：邓小平因四五天安门事件被撤除一切职务，华国锋出任中共中央第一副主席、國務院總理一职。
- 1977年：中国与约旦建立外交关系。[2]
- 1978年：美国决定推迟制造中子弹的日期。
- 1980年：伊朗人质危机：美国宣布同伊朗断交，开始对伊朗制裁。
- 1983年：中国就胡娜事件终止同美国的体育交往。
- 1983年：美国宇航员马斯格雷夫步出挑战者号航天飞机执行太空行走任务，成为首位从航天飞机步入太空的人。
- 1985年：蘇丹總統加法爾·尼邁里在军事政变中被推翻。
- 1989年：台灣海峽兩岸的奥林匹克委员会宣佈達成協議，日後國際正式運動比賽中，台灣代表隊中文的正式名稱為中華台北代表隊。
- 1989年：鄭南榕自焚[3]。
- 1989年：苏联核潜艇K-278號在公海上沉没。
- 1989年：長榮航空創立。
- 1990年：中国首次成功发射商用衛星亞洲1號通信衛星。
- 1990年：丹麦渡轮斯堪地納維亞之星號（英语：MS Scandinavian Star）起火爆炸，造成158人死亡。
- 1992年：波黑内战爆发。
- 1992年：欧共体承认南斯拉夫联盟共和国独立。
- 1992年：香港九龍城寨發生自宣佈清拆以來最嚴重衝突。
- 1994年：聯邦快遞705號班機劫機事件
- 1994年：在總統朱韋納爾·哈比亞利馬納被暗殺後，盧安達國內的胡圖族開始對圖西族展開大規模屠殺。

### 21世紀
- 2001年：美國國家航空暨太空總署的2001火星奧德賽號從卡纳维拉尔角發射升空，是在地球以外的行星軌道上持續運行時間最長的太空飛行器。
- 2003年：中共中央总书记、中国国家主席胡锦涛与越共中央总书记农德孟在北京举行会谈。
- 2007年：香港舉行歷來首次海葬儀式，死者親友將先人的骨灰撒落大海。
- 2010年：数千多名民众成功推翻库尔曼别克·巴基耶夫政府后，吉尔吉斯首都比斯凯克随即爆发严重的骚乱事件。
- 2011年：第65届联合国大会通过决议，宣布将每年的4月12日定为“载人空间飞行国际日”。
- 2012年：马拉维副总统乔伊丝·班达宣誓就任总统，以接替两天前因心脏病突发去世的前总统宾古·瓦·穆塔里卡。
- 2017年：瑞典首都斯德哥尔摩遭遇历史上第一次恐怖袭击，卡车闯进中心商场造成四人死亡，十五人受伤，举国哀悼。

2024年 台北股市加權指數當日大跌9.7%創下史上最大跌幅跌點其中台積電跌停鎖死史上首見

## 出生
- 556年：唐高祖李渊，唐朝开国皇帝及奠基者。（635年逝世）
- 1506年：方济各·沙勿略，西班牙传教士，耶稣会创始者（1552年逝世）
- 1652年：教宗克勉十二世，羅馬主教（1740年逝世）
- 1760年：普洛瑙伊·山多尔，匈牙利信义会普世教会与学校监督。（1839年逝世）
- 1770年：威廉·华兹华斯，英国诗人。（1850年逝世）
- 1772年：查尔斯·傅立叶，法国哲学家，经济学家，空想社会主义者。（1837年逝世）
- 1803年：弗洛拉·特里斯坦，法国男女平等主义者。（1844年逝世)
- 1804年：薩洛蒙·米勒，德國博物學家。（1864年逝世)
- 1876年：卡米洛·卡爾·施奈德，德國植物學家、景觀設計師。（1951年逝世)
- 1880年：尤金·史拉斯基，俄羅斯統計學家、經濟學家。（1948年逝世)
- 1882年：小川未明，日本小説家、兒童文學作家。（1961年逝世)
- 1884年：布罗尼斯拉夫·马林诺夫斯基，波蘭人類學家。（1942年逝世)
- 1889年：加夫列拉·米斯特拉尔，智利作家、詩人，1945年诺贝尔文学奖得主。（1957年逝世）
- 1893年：艾倫·杜勒斯，美国中情局首位文人出身局长。（1969年逝世）
- 1898年：张静庐，中国出版家、民盟盟员。（1969年逝世）
- 1899年：路易斯·費瑟，美國有機化學家。（1977年逝世）
- 1901年：邁德年斯基·瑪麗亞，匈牙利女子桌球運動員（1978年逝世）
- 1907年：黎筍，越南政治家，越南民主共和國和越南社會主義共和國領導人。（1986年逝世）
- 1915年：比莉·哈樂黛，美國爵士歌手、作曲家。（1959年逝世）
- 1922年：葛柏，香港前警務人員
- 1926年：麻生美代子，日本動畫配音員（2018年逝世）
- 1929年：楊潔，中國導演（2017年逝世）
- 1931年：唐纳德·巴塞尔姆，英國作家（1989年逝世）
- 1931年：丹尼尔·艾尔斯伯格，美國政治活動家、美國軍方分析師（2023年逝世）
- 1937年：徐銤，中國快堆技術專家（2023年逝世）
- 1938年：傑瑞·布朗，美國政治人物，第34、39任加州州長
- 1939年：大卫·弗罗斯特，英国时事评论员、电视节目主持人、作家、记者（2013年逝世）
- 1939年：弗朗西斯·科波拉，美國電影導演
- 1944年：孫明揚，香港政府官員（2024年逝世）
- 1944年：格哈特·施罗德，德國政治人物，第33任德國總理
- 1946年：羅伯特·梅特卡夫，美國工程師、企業家
- 1948年：洪秀柱，中華民國第14任第8屆立法院副院長
- 1949年：彭健新，香港男歌手、演員
- 1949年：瓦伦蒂娜·马特维严科，俄罗斯政治家
- 1954年：鲁芬，香港女演員（2017年逝世）
- 1954年：成龍，香港男演員、歌手
- 1955年：張子強，香港犯罪集團首腦。（1998年逝世）
- 1959年：克里斯多福·畢曉普，英國計算機科學家
- 1960年：唐季禮，香港武术指導、導演
- 1964年：羅素·高爾，澳洲電影明星
- 1965年：多米尼克·克朗，法國廚師
- 1966年：米凱拉·菲吉尼，瑞士高山滑雪運動員
- 1968年：柳雲龍，中國男演員
- 1974年：汪涵，中國湖南衛視主持人
- 1976年：剛強，中國電視節目主持人
- 1976年：凱文·阿歷詹卓，美國男演員
- 1979年：平野惠一，日本職業棒球運動員、教練
- 1979年：鄧肯·詹姆斯，英國Blue乐团成員
- 1980年：肖央，中國男歌手、演員、導演、編劇
- 1980年：玉山鐵二，日本男演員
- 1980年：竹財輝之助，日本男演員、模特兒
- 1980年：大衛·奧騰加，美國職業摔角選手
- 1981年：華月，日本樂團Raphael隊長，吉他手（2000年逝世）
- 1981年：新垣仁繪，日本女歌手、前SPEED乐队成員
- 1981年：陳明恩，香港女演員、歌手
- 1982年：邵翔，台灣男子組合武虎將成員
- 1983年：安德鲁·富恩特斯，西班牙女子運動員
- 1984年：島袋寬子，日本女歌手、前SPEED乐队成員
- 1985年：洪姆扎·尤薩夫，英國政治人物，現任蘇格蘭首席部長
- 1986年：周牧茵，中國女演員
- 1986年：崔始源，韓國男子偶像團體Super Junior成員
- 1986年：全昭旻，韓國女演員
- 1987年：張睿，中國男演員
- 1988年：蘇晏霈，台灣女演員
- 1988年：梁証嘉，香港男演員
- 1989年：陳家駒，台灣職棒選手
- 1989年：特迪·里內，法國男子柔道運動員
- 1990年：金東碩，韓國男演員
- 1991年：安-瑪莉，英國歌手、詞曲作家
- 1992年：陳昊宇，中國女歌手
- 1992年：亞薩明·安薩里，美國氣候政策活動家、政治人物
- 1993年：溫琴佐·格里福，義大利職業足球運動員
- 1994年：高市未來，日本女子柔道運動員
- 2000年：萬波中正，日本職業棒球運動員
- 2000年：塞巴斯蒂安·帕特里斯，法國男子擊劍運動員
- 2003年：長井陽菜，韓國女子偶像團體LIGHTSUM成員

## 逝世
- 924年：貝倫加爾一世，神聖羅馬皇帝。（約845年出生）
- 1498年：查理八世，法蘭西國王。（1470年出生）
- 1503年：索菲娅·巴列奥略，東羅馬帝國末代皇帝君士坦丁十一世的侄女，莫斯科大公伊凡三世的妻子。（1455年出生）
- 1668年：威廉·達文南特，英格蘭詩人、劇作家。（1606年出生）
- 1719年：聖若翰·喇沙，法國教士、教育家和改革者，天主教組織喇沙會的創辦人。（1651年出生）
- 1758年：宮野尹賢，日本江戶時代宗教領袖、教育家。（1682年出生）
- 1761年：托馬斯·貝葉斯，英國數學家。（1701年出生）
- 1779年：瑪莎·雷，英國女歌手。（1746年出生）
- 1782年：達信大帝鄭昭，暹羅國王。（1734年出生）
- 1803年：杜桑·盧維杜爾，海地將軍。（1743年出生）
- 1871年：威廉·馮·泰格霍夫，奧地利海軍上將。（1827年出生）
- 1877年：喬瓦尼·多梅尼科·納爾多，義大利博物學家。（1802年出生）
- 1880年：尼薩熱·薩熱，海地政治人物，第10任海地總統（1810年出生）
- 1891年：費尼爾司·泰勒·巴納姆，美國馬戲團經紀人兼演出者。（1810年出生）
- 1934年：海因茨·普呂弗，德國數學家。（1896年出生）
- 1939年：約瑟夫·萊昂斯，澳大利亞政治人物，第10任澳大利亞總理。（1879年出生）
- 1947年：亨利·福特，美國汽車工程師與企業家，福特汽車公司的建立者。（1863年出生）
- 1969年：羅慕洛·加列戈斯，委內瑞拉小說家、政治家，前任委內瑞拉總統。（1884年出生）
- 1986年：列昂尼德·坎托羅維奇，蘇聯經濟學家、數學家，1975年諾貝爾經濟學獎得主。（1912年出生）
- 1989年：鄭南榕，台灣獨立運動參與者，為對抗國民黨當局的拘捕行動，於雜誌社內引火自焚。（1947年出生）
- 1990年：罗纳德·埃万斯，美國太空人，曾執行阿波羅17號任務。（1933年出生）
- 1995年：心平法師，為臨濟正宗第四十九世傳人，法名智宗，佛光山寺第三、四任住持。（1938年出生）
- 2008年：蕭顯輝，香港無綫電視監製。（1958年出生）
- 2012年：迈克·华莱士，著名美国记者和媒体知名人士，CBS王牌电视新闻栏目《60分钟》的主持人。（1918年出生）
- 2012年：郭茂林，臺裔日本建築師、建築學者。（1920年出生）
- 2015年：王敏明，前無綫電視女藝員及舞蹈藝員。（1965年出生）
- 2022年：藤子不二雄Ⓐ，日本漫畫家，代表作《忍者哈特利》。（1934年出生）
- 2023年：班傑明·B·費倫茨，美國律師。（1920年出生）
- 2025年：秦天南，香港編劇、作家。（1949年出生）

## 节假日和习俗
- 世界卫生日
- 中華民國：言論自由日，紀念鄭南榕為爭取全面言論自由、支持臺灣民主化的殉道[4]
- 亞美尼亞：母親節
- 斯洛維尼亞：旗幟日
- 莫桑比克：婦女節
- 美国：國家啤酒日（英语：National Beer Day (United States)）
- 卢旺达：大屠杀反思日